# 바이트코드
바이트코드(bytecode, portable code, p-code)는 특정 하드웨어가 아닌 가상 컴퓨터에서 돌아가는 실행 프로그램을 위한 이진 표현법이다. 하드웨어가 아닌 소프트웨어에 의해 처리되기 때문에, 보통 기계어보다 더 추상적이다.
역사적으로 바이트코드는 대부분의 명령 집합이 0개 이상의 매개 변수를 갖는 1바이트 크기의 명령 코드(opcode)였기 때문에 바이트코드라 불리게 되었다. 바이트코드는 특정 하드웨어에 대한 의존성을 줄이고, 인터프리팅도 쉬운 결과물을 생성하고자 하는 프로그래밍 언어에 의해, 출력 코드의 한 형태로 사용된다. 컴파일되어 만들어진 바이트코드는 특정 하드웨어의 기계 코드를 만드는 컴파일러의 입력으로 사용되거나, 가상 컴퓨터에서 바로 실행된다.
사람이 읽기 쉽도록 쓰인 소스 코드와 비교하면, 바이트 코드는 덜 추상적이며, 더 간결하고, 더 컴퓨터 중심적이다. 예를 들어 바이트코드는 변수의 접근 범위(지역변수 또는 전역변수 인지 여부) 등과 같은 의미 분석 단계의 결과를 부호화한다. 그래서 일반적으로 소스 코드를 직접 분석/실행하는 것보다 더 좋은 성능을 보여 준다.
바이트코드 프로그램은 보통 한 번에 하나의 명령어를 읽은 후 실행한다. 이러한 형태의 바이트코드 인터프리터는 높은 이식성을 갖는다. 또 다른 형태로서 실시간 번역기 또는 저스트 인 타임(just-in-time, JIT) 컴파일러라 불리는 시스템은 실행 중에 필요에 따라서 바이트코드를 기계어로 번역한다. 이 방법은 가상 컴퓨터의 이식성을 없애지만, 바이트코드 자체에 대한 이식성을 잃지는 않는다. 예를 들어, 자바와 C# 코드는 보통 바이트코드 형태로 컴파일되어 저장되며, 실행 전에 JIT 컴파일러에 의해 기계 코드로 번역된다. 이 번역으로 인해 프로그램 실행 전에 지연시간이 발생하게 되지만, 보통 인터프리터보다는 훨씬 좋은 성능을 보여 준다.

## 예
- 액션스크립트는 플래시 플레이어와 AIR의 일부인 액션스크립트 가상 머신(AVM)에서 실행된다 액션스크립트 코드는 일반적으로 컴파일러에 의해 바이트코드 포맷으로 변환된다.
- 어도비 플래시 오브젝트
- BANCStar
- 버클리 패킷 필터
- 바이트 코드 엔지니어링 라이브러리
- C to 자바 가상 머신 컴파일러
- 커먼 리스프의 CLISP 구현체
- 커먼 리스프의 CMUCL 및 Scieneer Common Lisp 구현체는 네이티브 코드나 바이트코드로 컴파일할 수 있다.
- 공통 언어 런타임에 의해 실행되는 공통 중간 언어
- 달빅 바이트코드: 안드로이드 플랫폼용으로 설계되어 달빅을 통해 실행된다.
- 디스 바이트코드(Dis bytecode)
- 에펠스튜디오
- EM(암스테르담 컴파일러 키트) 가상 머신
- 이맥스
- 커먼 리스프의 임베디드 커먼 리스프 구현체는 바이트코드나 C 코드로 컴파일이 가능하다.
- 얼랭의 에릭슨 구현체는 BEAM 바이트코드를 사용한다.
- 아이콘[1]과 유니콘[2] programming languages
- 인포콤
- 자바 바이트코드: 자바 가상 머신에 의해 실행.
  - ASM
  - 바이트 코드 엔지니어링 라이브러리
  - Javassist
  - JMangler
- KEYB: 도스용 키보드 드라이버
- LLVM
- 루아 언어는 레지스터 기반 바이트코드 가상 머신을 사용한다.
- MATLAB 언어의 m-코드[3]
- BCPL 프로그래밍 언어의 O-code
- OCaml 언어는 선택적으로 콤팩트 바이트코드 형태로 컴파일한다.
- 파스칼의 USCD 파스칼 구현체의 p-code
- 패럿 가상 머신
- 픽 베이직
- 통계 컴퓨팅을 위한 R 환경
- 스킴의 스킴 48 구현체
- 스몰토크 언어의 수많은 구현체의 바이트코드.
- 스핀 인터프리터
- SQLite 데이터베이스 엔진은 SQL 문을 bespoke 바이트코드 포맷으로 변환한다.[4]
- SWEET16
- Tcl
- 비주얼 폭스프로
- 루비용 YARV 및 Rubinius

## 같이 보기
- 중간 표현
- 런타임 시스템